# Египет на летних Олимпийских играх 2008
Египет принимал участие в Летних Олимпийских играх 2008 года в Пекине (Китай) в двадцать первый раз за свою историю, и завоевал одну бронзовую медаль.

## 03!Бронза
- Дзюдо, до 90 кг мужчины — Хешам Месба.

## Результаты соревнований

### Академическая гребля
В следующий раунд из каждого заезда проходили несколько лучших экипажей (в зависимости от дисциплины). В финал A выходили 6 сильнейших экипажей, остальные разыгрывали места в утешительных финалах B-F.
Мужчины
| Соревнование | Спортсмены  | Предварительный заезд | Предварительный заезд | Предварительный заезд | Отборочный заезд | Отборочный заезд | Отборочный заезд | Четвертьфинал | Четвертьфинал | Четвертьфинал | Полуфинал     | Полуфинал     | Полуфинал     | Финал   | Финал   | Итоговое место |
| Соревнование | Спортсмены  | Заезд                 | Время                 | Место                 | Заезд            | Время            | Место            | Заезд         | Время         | Место         | Заезд         | Время         | Место         | Время   | Место   | Итоговое место |
| ------------ | ----------- | --------------------- | --------------------- | --------------------- | ---------------- | ---------------- | ---------------- | ------------- | ------------- | ------------- | ------------- | ------------- | ------------- | ------- | ------- | -------------- |
| одиночки     | Али Ибрахим | 6                     | 7:43,70               | 3 Q                   | Не проводится    | Не проводится    | Не проводится    | 1             | 7:24,77       | 6             | Полуфинал C/D | Полуфинал C/D | Полуфинал C/D | Финал C | Финал C | 18             |
| одиночки     | Али Ибрахим | 6                     | 7:43,70               | 3 Q                   | Не проводится    | Не проводится    | Не проводится    | 1             | 7:24,77       | 6             | 1             | 7:20,73       | 3             | 7:26,06 | 6       | 18             |

### Тхэквондо
Женщины
| Соревнование | Спортсмен     | Турнир       | 1/8 финала                  | Четвертьфинал      | Полуфинал                  | Финал                         | Место |
| Соревнование | Спортсмен     | Турнир       | Соперник Результат          | Соперник Результат | Соперник Результат         | Соперник Результат            | Место |
| ------------ | ------------- | ------------ | --------------------------- | ------------------ | -------------------------- | ----------------------------- | ----- |
| свыше 67 кг  | Ноха Абд-Рабу | За 1-е место | Нина Солхейм (NOR) пор. 3:9 | Не участвовала     | Не участвовала             | Не участвовала                | 5     |
| свыше 67 кг  | Ноха Абд-Рабу | За 3-е место |                             |                    | Сюй Цюсюань (MAS) поб. 5:1 | Сара Стивенсон (GBR) пор. 1:5 | 5     |